# (35456) 1998 DF15
1998 DF15 (asteroide 35456) é um asteroide da cintura principal. Possui uma excentricidade de 0.04781830 e uma inclinação de 6.33170º.
Este asteroide foi descoberto no dia 22 de fevereiro de 1998 por NEAT em Haleakala.